# George Shaw
George Kearsley Shaw (10 de diciembre de 1751 - 22 de julio de 1813) fue un médico, botánico y zoólogo inglés.

## Biografía
Shaw estuvo en Bierton, Buckinghamshire y fue educado en el Magdalen Hall, Oxford, recibiendo su M.A. en 1772. En 1786 se hizo disertante auxiliar en botánica en la Universidad de Oxford. Fue cofundador de la Sociedad linneana de Londres en 1788, y miembro de la Sociedad Real en 1789.
En 1791, fue el guardián auxiliar de la sección de la historia natural en el Museo Británico, le siguió Edward Whitaker Gray en 1806. Él se dio cuenta de que la mayoría de los artículos que donó al Museo Hans Sloane estaban en muy malas condiciones. El material médico y anatómico que se envió al Museo de la Royal College of Surgeons, animales taxidermizados estaban tan deteriorados que debieron ser quemados. La paga del museo era tan mala que Shaw tenía que escribir mucho tiempo, y así descuidó el sostenimiento de la colección. Después de su muerte fue sucedido por su auxiliar Charles Konig.
Publicó una de las primeras descripciones inglesas con los nombres científicos de algunos de los animales australianos comunes en su Zoología de Nueva Holanda (1794) (Zoology of New Holland" (1794)), como se denominaba Australia. Fue uno de los primeros científicos en examinar un ornitorrinco y publicó la primera descripción científica de esta especie en The Naturalist's Miscellany, en 1799.

## Algunas publicaciones
- Zoology of New Holland and the isles adjacent Originalmente publicado en partes junto con: A specimen of the botany of New Holland × James Edward Smith. El título de la obra se resumió en: Zoology and botany of New Holland and the isles adjacent / the zoological part by George Shaw ; the botanical part by James Edward Smith (1794)

- Museum Leverianum, con selectos especímenes del museo de Sir Ashton Lever (1792-6)

- General Zoology, or Systematic Natural History (16 vols.) (1809-1826) (vols. IX a XVI por James Francis Stephens)

- The Naturalist's Miscellany: Or, Coloured Figures Of Natural Objects; Drawn and Described Immediately From Nature (1789-1813) con Frederick Polydore Nodder (artista & grabador).

El nombre Shaw o G.Shaw es aplicado a la nomenclatura de las especies que describió.
- La abreviatura «G.Shaw» se emplea para indicar a George Shaw como autoridad en la descripción y clasificación científica de los vegetales.[1]

## Abreviatura (zoología)
La abreviatura Shaw  se emplea para indicar a George Shaw como autoridad en la descripción y taxonomía en zoología.